# Модель Халла-Уайта
Модель Халла-Уайта (расширенная модель Васичека) - безарбитражная стохастическая однофакторная модель динамики краткосрочной (мгновенной) ставки, представляющая собой расширение базовой модели Васичека за счёт переменной величины среднего долгосрочного уровня ставки с учётом начальной рыночной кривой доходности. Также модель допускает обобщение, когда параметр волатильности и темпа возврата к среднему являются функциями времени (иногда именно это обобщение называют расширенной моделью Васичека).
Динамика форвардных ставок, следующая из Модели Халла-Уайта, соответствует требованиям HJM-подхода к моделированию динамики ставок в целях обеспечения безарбитражности, в том числе в соответствии с начальной кривой доходности.

## Математическая модель
Модель представляется в виде следующего стохастического дифференциального уравнения:
{\displaystyle dr_{t}=a\left(\theta _{t}-r_{t}\right)\,dt+\sigma \,dW_{t}}
где для соблюдения требования безарбитражности динамики выполнено равенство
{\displaystyle \theta _{t}=f(0,t)+{\partial _{t}f(0,t) \over a}+{{\sigma }^{2}B_{2a}(0,t) \over {a}}},
где {\displaystyle f(0,t)} - функция мгновенной форвардной ставки по кривой доходности в начальный момент времени
{\displaystyle B_{a}(t_{1},t_{2})=B_{a}(t_{2}-t_{1})={1-e^{-a(t_{2}-t_{1})} \over {a}}}
В модель записывают иногда и в следующем виде:
{\displaystyle dr_{t}=\left(\theta _{t}-ar_{t}\right)\,dt+\sigma \,dW_{t},}
где 
{\displaystyle \theta _{t}=af(0,t)+f(0,t)+{\sigma }^{2}B_{2a}(0,t)},
В такой записи более очевидным становится, что в предельном случае модели Халла-Уайта когда {\displaystyle a\rightarrow 0} получаем модель Хо-Ли:
{\displaystyle dr_{t}=\left(\partial _{t}f(0,t)+\sigma ^{2}t\right)\,dt+\sigma \,dW_{t}}
Решение уравнения (интегральное представление модели) имеет вид:
{\displaystyle r_{t}=e^{-at}r_{0}+\int _{0}^{t}e^{a(s-t)}\theta _{s}ds+\sigma e^{-at}\int _{0}^{t}e^{au}\,dW_{u},}
Таким образом, краткосрочная ставка в модели имеет следующее распределение:
{\displaystyle r_{t}\sim {\mathcal {N}}\left(e^{-at}r(0)+\int _{0}^{t}e^{a(s-t)}\theta _{s}ds,\sigma ^{2}B_{2a}(0,t)\right).}
Модель Халла-Уайта для спот-ставки соответствует HJM-модели мгновенной форвардной ставки с функцией волатильности {\displaystyle \sigma (t,T)=\sigma e^{-a(T-t)}}. 

### Обобщённая модель Халла-Уайта
Обобщённая модель Халла-Уайта допускает изменение во времени параметров {\displaystyle a} и {\displaystyle \sigma } представляется в виде следующего стохастического дифференциального уравнения:
{\displaystyle dr_{t}=a_{t}\left(\theta _{t}-r_{t}\right)\,dt+\sigma _{t}\,dW_{t}}
где {\displaystyle \theta _{t}=f(0,t)+{{\partial _{t}f(0,t)} \over {a_{t}}}+{1 \over {a_{t}}}\int _{0}^{t}{\sigma }_{u}^{2}e^{-2\int _{0}^{u}a_{s}ds}du}
Эта модель спот-ставки соответствует HJM-модели мгновенной форвардной ставки с функцией волатильности {\displaystyle \sigma (t,T)=\sigma _{t}e^{-a_{t}(T-t)}}

### Специальное представление модели
В некоторых случаях удобно представить модель через искусственную переменную состояния {\displaystyle Z_{t}}, удовлетворяющую следующему стохастическому дифференциальному уравнению
{\displaystyle dZ_{t}=-a_{t}Z_{t}dt+\sigma _{t}dW_{t}}
а спот-ставка выражается через эту переменную следующим образом
{\displaystyle r_{t}=f(0,t)+Z_{t}+H(t,t)}, где функция {\displaystyle H(t,T)=\int _{0}^{t}\sigma (u,T)\sigma _{P}(u,T)du}, где {\displaystyle \sigma _{P}(u,T)=\int _{u}^{T}\sigma (u,s)du}
при таком определении форвардные ставки на любой срок выражаются следующим образом:
{\displaystyle f(t,T)=f(0,t)+H(t,T)+Z_{t}e^{-\int _{t}^{T}a_{s}ds}}

## Дисконтные облигации и кривая доходности
Если в вышеприведённой форме модель задана в риск-нейтральной мере, то из соображений безарбитражности следует, что стоимость дисконтной облигации (соответственно дисконтная кривая) имеет вид:
{\displaystyle P(t,T)=e^{A(t,T)-B_{a}(t,T)r_{t}},}
где
{\displaystyle B_{a}(t,T)={\frac {1-e^{-a(T-t)}}{a}}}
{\displaystyle A(t,T)=\ln {\frac {P(0,T)}{P(0,t)}}-B_{a}(t,T){\frac {\partial \ln P(0,t)}{\partial t}}-0.5\sigma ^{2}B_{a}^{2}(t,T)B_{2a}(0,t).}
где {\displaystyle P(0,t),P(0,T)} - значение дисконтной кривой в начальный момент времени (модель калибруется с учётом фактической кривой в этот момент времени) для сроков {\displaystyle t,T}
Эти формулы можно записать и в терминах доходностей следующим образом:
{\displaystyle r(t,T)=f(0,t,T)+{\frac {B_{a}(t,T)}{T-t}}(r_{t}-f(0,t))+0.5\sigma ^{2}{\frac {B_{a}^{2}(t,T)B_{2a}(0,t)}{T-t}}.}
Динамика стоимости дисконтной облигации в риск-нейтральной мере в рамках модели Халла-Уайта описывается следующим уравнением:
{\displaystyle dP(t,T)/P(t,T)=r_{t}dt+\sigma _{p}(t,T)dW_{t}^{\mathbb {Q} },\quad \sigma _{p}(t,T)=-\int _{t}^{T}\sigma (t,s)ds=-\sigma B_{a}(t,T)}
Можно показать, что динамика цены форвардной облигации {\displaystyle P(t,T,S)={P(t,S) \over P(t,T)}} в {\displaystyle T}-форвардной мере имеет вид:
{\displaystyle dP(t,T,S)/P(t,T,S)=(\sigma _{p}(t,S)-\sigma _{p}(t,T))dW_{t}^{\mathbb {Q} ^{T}}}
то есть это процесс без дрифта (как минимум локальный мартингал) с процессом волатильности, равным
{\displaystyle \sigma _{p}(t,S)-\sigma _{p}(t,T)=-\sigma {e^{-a(T-t)}-e^{-a(S-t)} \over a}=-\sigma {e^{-aT}-e^{-aS} \over a}e^{at}}

## Оценкапроцентных опционов

### Опцион на бескупонную облигацию
Колл- (пут-) опцион  на дисконтную облигацию с датой погашения {\displaystyle S} дает право его покупки (продажи) в момент экспирации {\displaystyle T<S} по зафиксированной в момент заключения договора цене ({\displaystyle K_{p}}- страйк опциона). Рыночная цена облигации в момент экспирации равна {\displaystyle P(T,S)}. Тогда стоимость такого опциона в момент {\displaystyle t<T} будет равна
{\displaystyle V_{t}=P(t,T)\mathbb {E} _{t}^{\mathbb {Q} ^{T}}[(z[P(T,S)-K_{p}])^{+}]}
Учитывая, что {\displaystyle P(T,S)=P(T,T,S)}, то из приведенного выше уравнения динамики цены форвардной облигации {\displaystyle P(t,T,S)} в {\displaystyle T} форвардной мере следует, что такой опцион можно оценить по логнормальной формуле оценки стоимости опционов (формула типа Блэка):
{\displaystyle V_{t}=zP(t,T)[P(t,T,S)N(zd)-K_{p}N(z(d-v))]=z[P(t,S)N(zd)-P(t,T)K_{p}N(z(d-v))]}
{\displaystyle d={1 \over v}\ln {P(t,T,S) \over K_{p}}+0.5v={1 \over v}\ln {P(t,S) \over K_{p}P(t,T)}+0.5v}
где {\displaystyle v^{2}=\int _{t}^{T}(\sigma _{p}(u,T)-\sigma _{p}(u,S))^{2}du=\sigma ^{2}B_{a}^{2}(T,S)B_{2a}(t,T)}

### Оценка классического (форвард-лукинг) кэплета/флорлета
Форвард-лукинг кэплет/флорлет (номер i в рамках кэпа/флора в целом) предполагает фиксацию ставки на период опциона {\displaystyle [T_{i-1},T_{i}]} в начале этого периода, причём срочность ставки совпадает со срочностью {\displaystyle \tau _{i}=\tau (T_{i-1},T_{i})} кэплета/флорлета. Формула оценки стоимости является логнормальной (типа Блэка), но с заменой "страйка" и "форвардной ставки":
{\displaystyle \forall t<T_{i-1}\qquad V_{i}(t)=P(t,T_{i})z[(1+F_{i}(t)\tau _{i})N(zd_{i})-(1+K\tau _{i})N(z(d_{i}-v_{i}))],}
{\displaystyle d_{i}={\frac {\ln {\frac {1+F_{i}(t)\tau _{i}}{1+K\tau _{i}}}+0.5v_{i}^{2}}{v_{i}}},\qquad v_{i}=\sigma B_{a}(\tau _{i}){\sqrt {B_{2a}(T_{i-1}-t)}},\qquad B_{a}(x)={\frac {1-e^{-ax}}{a}}}
Здесь и далее z равен 1 для кэплета и -1 для флорлета. При стремлении a  к нулю (модель Хо-Ли) функция {\displaystyle B_{a}(x)} стремится к {\displaystyle x}, поэтому а   {\displaystyle v_{i}} стремится к : {\displaystyle v_{i}=\sigma \tau _{i}{\sqrt {T_{i-1}-t}}} как в классических формулах стоимости опционов (Блэка и Башелье).
Вышеуказанная формула для кэплета (флорлета) эквивалентна формуле для опциона-пут (соответственно - колл) на бескупонную облигацию с номиналом {\displaystyle 1+K\tau _{i}} и страйком {\displaystyle K_{p}={1 \over 1+K\tau _{i}}}. Можно показать исходя из того, что  {\displaystyle 1+F\tau _{i}=P(t,T_{i-1})/P(t,T_{i})} (в итоге получим формулу для опциона на дисконтную облигации с -z вместо z, что означает, что кэплету соответствует опцион-пут, а флорлету - опцион колл.
Это соответствие между кэплетами/флорлетами и опционами на дисконтные облигации выполняется независимо от модели динамики процентной ставки. А именно, путем несложных арифметических преобразований и применяя процедуру замены меры c {\displaystyle T_{i}}-форвардной на {\displaystyle T_{i-1}}-форвардную меру можно показать, что выполнено равенство:
{\displaystyle V_{t}=P(t,T)\mathbb {E} _{t}^{\mathbb {Q} ^{T_{i}}}[(z[L(T_{i-1}\,T_{i})\tau _{i}-K\tau _{i}])^{+}]=(1+K\tau _{i})P(t,T_{i-1})\mathbb {E} _{t}^{\mathbb {Q} ^{T_{i-1}}}[(-z[P(T_{i-1},T_{i})-K_{p}])^{+}]}

### Оценка бэкворд-лукинг кэплета/флорлета
Бэкворд-лукинг кэплет/флорлет предполагает фиксацию ставки на период опциона {\displaystyle [T_{i-1},T_{i}]} в конце этого периода, путём начисления процентов по овернайт-ставке. Для упрощения обычно такое начисление заменяется непрерывным начислением. При этом теоретически возможны два случая - сложное начисление и арифметическое (азиатский опцион).

#### Бэкворд-лукинг опцион со сложным начислением овернайт-ставки
Формула оценки такого кэплета/флорлета аналогична форвард-лукинг случаю (типа Блэка, логнормальная формула), за исключением значения  {\displaystyle v_{i}}, которое в данном случае определяется следующим образом:
{\displaystyle v_{i}={\frac {\sigma }{a}}{\sqrt {\tau _{i}-B_{a}(\tau _{i})-{\frac {a}{2}}e^{-2a(T_{i-1}-t)}B_{a}^{2}(\tau _{i})}}}
Такая запись относительно простая, однако не совсем наглядна разница со случаем форвард-лукинг, поэтому эту формулу также можно записать в следующем виде, в котором видна прибавка к форвард-лукинг случаю:
{\displaystyle v_{i}=\sigma B_{a}(\tau _{i}){\sqrt {B_{2a}(T_{i-1}-t)+{\frac {\tau _{i}}{3}}g(a\tau _{i})}},\qquad g(x)={\frac {3}{2x}}\left[{\frac {1-b(x)}{b(x)-b(2x)}}-1\right],\qquad b(x)={\frac {1-e^{-x}}{x}}}
В такой записи видно, что здесь "дисперсия" больше, чем в форвард-лукинг случае. Функция {\displaystyle g(x)} стремится к 1 при стремлении {\displaystyle x} к 0. Можно показать, что при  {\displaystyle x<<1} (на практике в основном {\displaystyle a\tau _{i}<0.5} и часто {\displaystyle a\tau _{i}<0.25}) функция {\displaystyle g(x)\approx \left(1+{\frac {x}{8}}\right)^{2}} достаточно точно. При стремлении {\displaystyle a} к нулю (модель Хо-Ли) {\displaystyle g(a\tau _{i})} стремится к 1, и получим следующую формулу
{\displaystyle v_{i}=\sigma \tau _{i}{\sqrt {(T_{i-1}-t)+{\frac {\tau _{i}}{3}}}}}

#### Арифметический (азиатский) опцион
В случае арифметического (азиатского) опциона (то есть бэкворд-лукинг опцион с арифметическим накоплением по овернайт ставке) используется та же величина {\displaystyle v_{i}}, что и в предыдущем случае, однако формула оценки опциона иная (типа Башелье, "нормальная" формула):
{\displaystyle \forall t<T_{i-1}\qquad V_{i}(t)=P(t,T_{i})[d_{i}N(d_{i})+\phi (d_{i}))]v_{i}}
{\displaystyle d_{i}=z{\frac {[\ln(1+F_{i}(t)\tau _{i})-0.5v_{i}^{2}]-K\tau _{i}}{v_{i}}},}
Здесь {\displaystyle \ln(1+F_{i}(t)\tau _{i})} - это примерное значение арифметического накопления форвардных ставок (если овернайт ставки заменить непрерывными форвардными ставками, а суммирование - интегралом). А величина {\displaystyle -0.5v_{i}^{2}} - это так называемая корректировка на выпуклость (convexity adjustment), связанная с тем, что математическое ожидание арифметического накопления  в {\displaystyle T_{i}-}форвардной мере не в точности равно накопленным форвардным ставкам (разница в рамках модели Халла-Уайта определяется вышеуказанной величиной).

## См.также
- Диффузионные модели динамики краткосрочной ставки
- Модель Васичека
- Модель Кокса-Ингерсола-Росса
- Модель HJM